# Jordan Cox
Jordan Cox (* 7. Januar 1992 in Miami, Florida) ist ein ehemaliger US-amerikanischer Tennisspieler.

## Karriere

### Juniortour und Collegetennis
Jordan Cox trainierte als Junior an der von Nick Bollettieri gegründeten IMG Academy. 2009 erreichte er als Qualifikant das Finale in Wimbledon, das er gegen den Russen Andrei Kusnezow in drei Sätzen verlor.
Cox studierte am Georgia Gwinnett College Business Marketing und spielte von 2014 bis 2017 in der dortigen Mannschaft College Tennis. In dieser Zeit verhalf er seiner Mannschaft zu vier aufeinanderfolgenden Meisterschaften im nordamerikanischen Sportverband der NAIA, einem Verband der kleineren und mittleren Colleges, die nicht im großen Verband der NCAA Mitglied sind.

### Profitour
Cox spielte zwischen 2008 und 2012 auf Turnieren der zweit- und drittklassigen ATP Challenger Tour und ITF Future Tour. Auf der Future Tour konnte er in der Zeit einen Einzel- und drei Doppeltitel gewinnen. Seit 2012 hat er allerdings kein Spiel mehr auf der Future oder Challenger Tour bestritten.
Zu seinem Debüt auf der ATP World Tour kam er 2017 in Atlanta. Gemeinsam mit Emil Reinberg erhielt er eine Wildcard für das Doppelfeld. Gegen die späteren Finalisten Wesley Koolhof und Artem Sitak musste er sich jedoch in drei Sätzen geschlagen geben. Aktuell verfügt er über keine Punkte in der Weltrangliste. Dies wurde sein letztes Profimatch.